# Love Power Beauty
Love Power Beauty（ラブ パワー ビューティー）は、CBCテレビ（CBC）の女性アナウンサーで構成されるユニット。シャ乱Qのキーボード・たいせープロデュースで2枚のシングルをリリースした。略称：LPB。

## ユニット名の由来
Loveは愛知県の「愛」、Powerは三重県の旧国名・伊勢の「勢」、Beautyは岐阜県の旧国名・美濃の「美」に由来する。愛知・岐阜・三重の3県はいずれもCBCの放送エリアで、「愛知・三重・岐阜から全国へ」というメッセージも込められている。

## メンバー
メインボーカルは渡辺美香・丹野みどり・住田都史子の3人。コーラスはリリースされた曲で異なる。

## シングル
いずれもゼティマから発売され、CBC制作のローカル番組（ユーガッタ!CBC、スジナシなど）のエンディングで使用された。
- Din Don Dan（作詞：まこと、作曲：たいせー）
  - 発売日：1999年6月5日
  - コーラス：重松和世・加藤小百合・加藤由香・和田あい・大橋麻美子
- Cool Bless Cool（作詞：まこと、作曲：たいせー）
  - 発売日：1999年12月18日
  - コーラス：萩野朋美・丸山蘭那